# Meister des Sports
Meister des Sports ist ein Ehrentitel für erfolgreiche Sportler.

## Deutsche Demokratische Republik
In der DDR war „Meister des Sports“ eine staatliche Auszeichnung, welche 1954 bis 1989 in Form eines Ehrentitels mit Urkunde und einer tragbaren Medaille verliehen wurde.
Nichtstaatliche Vorgänger dieser Ehrung waren die Nadel Meister der demokratischen Sportbewegung (1950), die Meisternadel der Deutschen Demokratischen Republik (1951/52) und das Abzeichen Meister des Sports (1953).
Zu erbringen für diese Auszeichnung waren die in der Sportklassifizierung (DDR) festgelegten Leistungen bzw. Erfolge und Meisterschaften im internationalen Maßstab, der Besitz des Sportabzeichens in Silber und gesellschaftliche Aktivitäten. Ab 1963 traten auf Grund der internationalen Erfolge der DDR-Sportler erhöhte Anforderungen in Kraft. So bestand in verschiedenen Sportarten neben der Bedingung der mehrmaligen Erringung des DDR-Meister-Titels (dreimal in Folge oder fünfmal außer der Reihe) auch der Nachweis bedeutender internationaler Erfolge.
Der Ehrentitel wurde auf Vorschlag des DTSB und des Staatlichen Komitees für Körperkultur und Sport im Auftrag des Ministerrats der DDR durch den Staatssekretär für Körperkultur und Sport in Form einer Urkunde und Medaille (auf der Vorderseite mit Porträt Werner Seelenbinders; auf der Rückseite die Inschrift Meister des Sports) verliehen.
Im Gegensatz zum Titel „Verdienter Meister des Sports“ konnte der Titel „Meister des Sports“ nur einmalig erworben werden.

## Sowjetunion, Rumänien, Russland
Seine Entsprechung hatte dieser Titel im sowjetischen Sportsystem als мастер спорта СССР (Master Sporta SSSR) und im rumänischen als Maestru al sportului. Er wird heute in der Russischen Föderation als Мастер спорта России (Master Sporta Rossiji) vergeben. Die Vorstufe des Titels war Kandidat zum Meister des Sports.